# Valderromán
Valderromán es una localidad española del municipio de Montejo de Tiermes, perteneciente a la provincia de Soria, en la comunidad autónoma de Castilla y León.

## Historia
Perteneció, tras la Reconquista de la zona, a la comunidad de villa y tierra de Caracena. En el censo de 1879, ordenado por el conde de Floridablanca,  figuraba como lugar  del Partido de Caracena en la Intendencia de Soria, con jurisdicción de señorío y bajo la autoridad del alcalde pedáneo, nombrado por el duque de Uceda. Contaba entonces con 206 habitantes.
A la caída del Antiguo Régimen la localidad se constituyó en municipio constitucional en la región de Castilla la Vieja que en el censo de 1842 contaba con 37 hogares y 144 vecinos. Hacia mediados del siglo XIX, el lugar, por entonces con ayuntamiento propio, tenía unas 50 casas. Aparece descrito en el decimoquinto volumen del Diccionario geográfico-estadístico-histórico de España y sus posesiones de Ultramar de Pascual Madoz de la siguiente manera:

VAL DE ROMAN: l. con ayunt. en la prov. de Soria (13 leg.), part. jud. del Burgo (5), aud. terr. y c. g. de Burgos (21), dióc. de Sigüenza (9); sit. en un valle dominado por dos cerros; goza de clima sano; tiene 50 casas: la consistorial; una fuente de abundantes y buenas aguas; escuela de instruccion primaria frecuentada por 20 alumnos de ambos sexos, á cargo de un maestro dotado con 20 fan. de trigo; una igl. parr. (Sta. Maria Magdalena) matriz de la de Carrascosa de Arriba: confina el térm. con los de Cañicera, Tarancueña, Manzanares, Carrascosa de Arriba, Caracena y Hoces de Arriba; dentro de él se encuentra una ermita (San Roque); el terreno bañado por un arroyo que se forma de la fuente que surte al vecindario, es quebrado en su mayor parte y de mediana calidad; tiene dos montes poblados de encina, roble y marojo. caminos, los locales, en mediano estado: correo se recibe y despacha por el balijero de Caracena. prod.: trigo, centeno, cebada, patatas, judias otras legumbres, hortalizas, cáñamo, lino, leñas de combustible y yerbas de pasto con las que se mantiene ganado lanar, cabrio, vacuno, mular y asnal; abunda la caza de perdices, conejos y alguna liebre. ind.: la agrícola y recriacion de ganados: algunos vec. se dedican á hacer yeso. comercio: esportacion del sobrante de frutos, ganado y lana é importacion de los art. que faltan. pobl.: 37 vec., 144 alm. cap. imp.: 10.235 rs.
(Madoz, 1849, p. 259)

El municipio de Valderromán desapareció en 1967, al fusionarse con los de Montejo de Tiermes, Noviales, Cuevas de Ayllón, Hoz de Arriba, Hoz de Abajo y Carrascosa de Arriba. Contaba entonces con 54 hogares y 203 habitantes.[cita requerida]

Imágenes de Valderromán
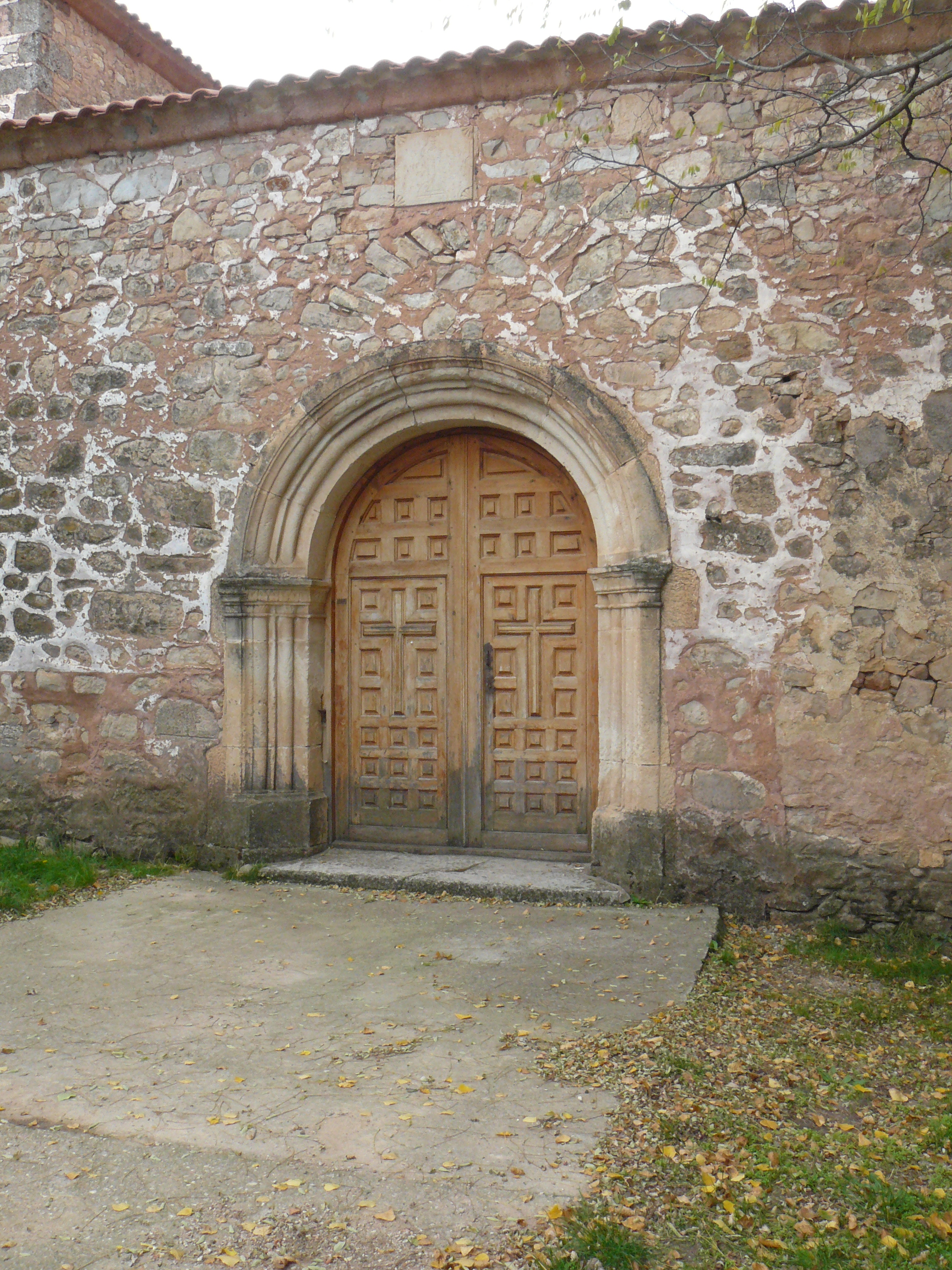
Pórtico de la iglesia.
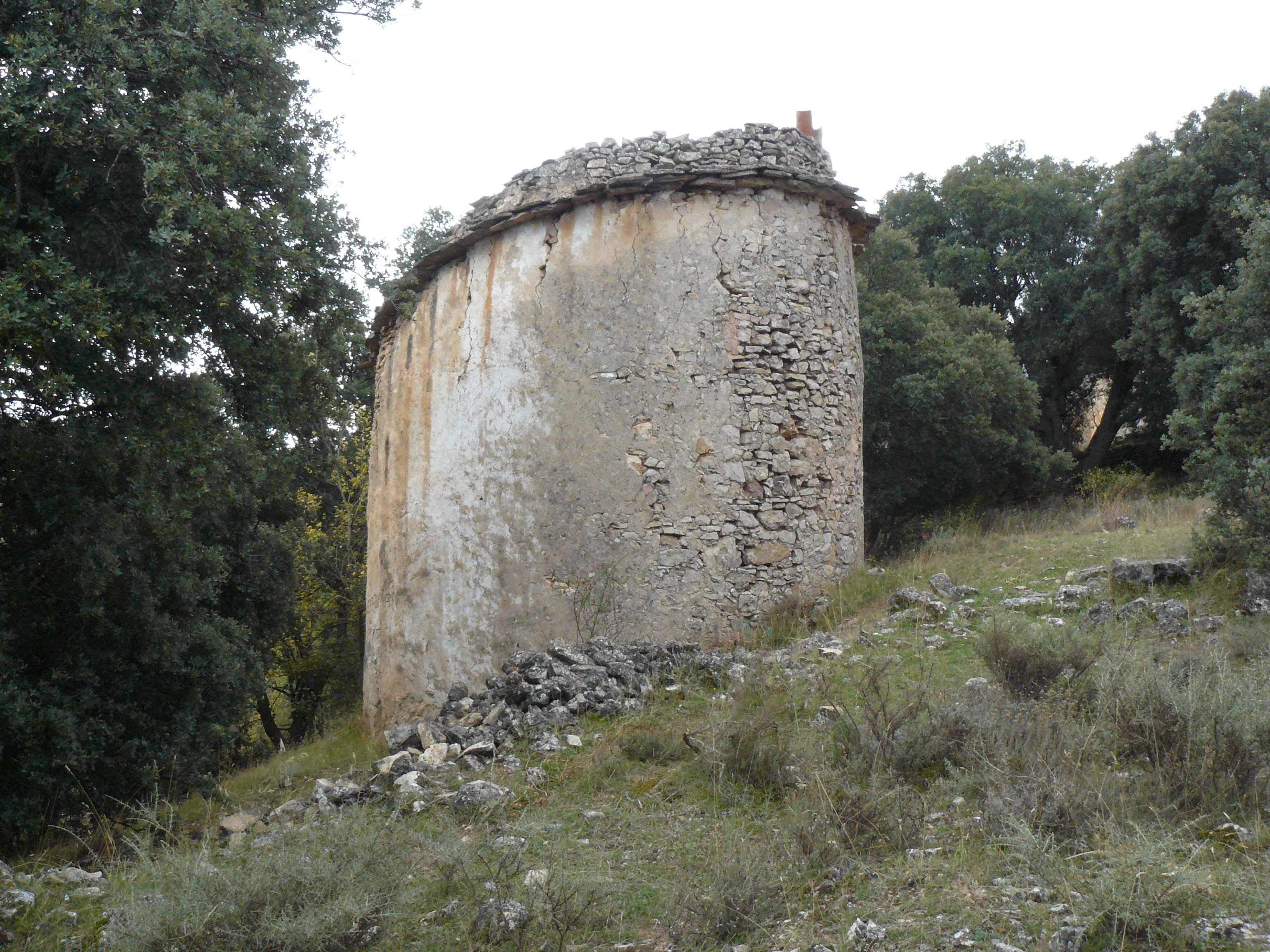
Palomar abandonado, de los muchos que se hallan en la población.

## Demografía
| Gráfica de evolución demográfica de Valderromán entre 1842 y 1960 |
| |
| Población de derecho según los censos de población del INE Población de hecho según los censos de población del INEEntre el censo de 1970 y el anterior, este municipio desaparece porque se integra en el municipio 42120 (Montejo de Tiermes) |

En el año 1981 contaba con 44 habitantes, concentrados en el núcleo principal, pasando a 15 en  2010, 7 varones y 8 mujeres.
| Gráfica de evolución demográfica de Valderromán entre 2000 y 2010                                |
|                                                                                                  |
| Población de derecho (2000-2010) según los censos de población del INE a 1 de enero de cada año. |

## Patrimonio

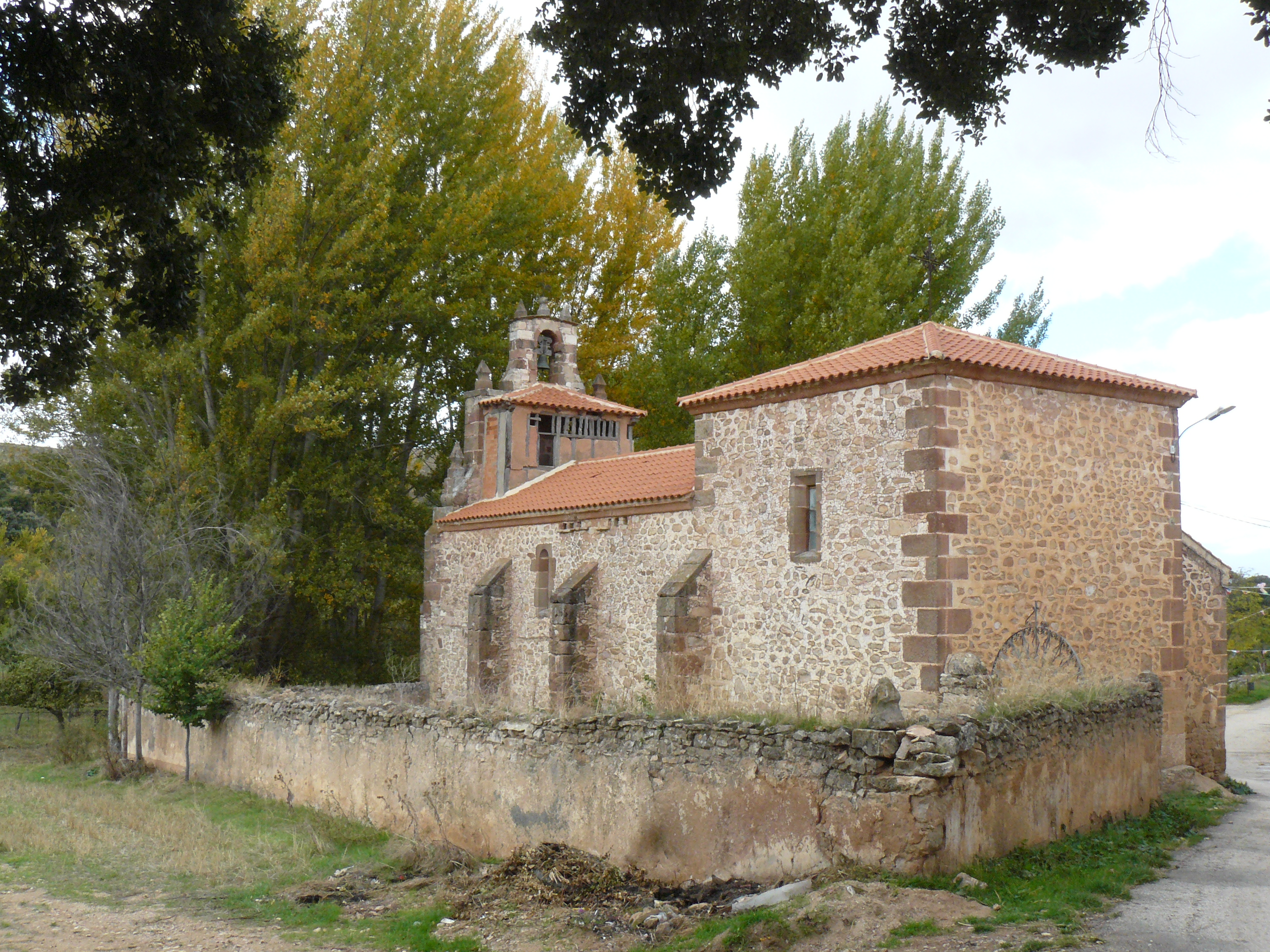
Iglesia de Santa María Magdalena desde el sur

En la localidad hay una iglesia bajo la advocación de Santa María Magdalena.